# Stara maslina
Stara maslina (cyrilicí Стара маслина) je památný olivovník evropský, který roste v Mirovici, čtvrti černohorského města Bar, nedaleko silnice do Ulcinje. Jeho stáří se odhaduje na více než 2 000 let, patří tak k nejstarším olivovníkům na světě. V roce 2015 vydali vědci z lesnické fakulty Istanbulské univerzity studii, podle níž byl strom zasazen přibližně před 2 247 lety. Jeho koruna měří v průměru deset metrů.
Podle pověsti se pod stromem usmiřovaly znepřátelené rody, odtud pochází název lokality Mirovica. Je symbolem města Bar, uzavírají se u něj často sňatky a podle místní pověry má léčivou moc. Z jedné strany je strom ohořelý, požár údajně způsobila cigareta odhozená jedním z mužů, kteří ve stínu stromu hráli karty.
V roce 1957 byl strom vyhlášen chráněnou památkou a v roce 2008 bylo jeho okolí upraveno na parčík se zpoplatněným vstupem. Pro návštěvníky byl vybudován betonový chodník, který však ohrožuje kořeny stromu, protože brání přirozenému odtoku vody. Konají se zde od roku 1987 festivaly dětské tvořivosti Susreti pod Starom Maslinom.
Strom stále plodí olivy, z nichž se vyrábí olej, který je populárním suvenýrem z Baru. Olivy patří k lokální odrůdě Barska žutica.